# Ammophila afghanica
Ammophila afghanica es una especie de avispa del género Ammophila, familia Sphecidae.

## Taxonomía
Fue descrito por primera vez en 1957 por Balthasar. 